# Грачит (Огайо)
Грачит (англ. Gratiot) — селище (англ. village) в США, в округах Лікінґ і Маскінґам штату Огайо. Населення — 215 осіб (2020).

## Географія
Грачит розташований за координатами 39°57′5″ пн. ш. 82°13′0″ зх. д. / 39.95139° пн. ш. 82.21667° зх. д. (39.951460, -82.216676).  За даними Бюро перепису населення США в 2010 році селище мало площу 0,34 км², уся площа — суходіл.

## Демографія
Згідно з переписом 2010 року, у селищі мешкала 221 особа в 91 домогосподарстві у складі 67 родин. Густота населення становила 652 особи/км².  Було 101 помешкання (298/км²).
Расовий склад населення:
| - 98,6 % — білих - 0,5 % — чорних або афроамериканців |

До двох чи більше рас належало 0,9 %. Частка іспаномовних становила 0,0 % від усіх жителів.
За віковим діапазоном населення розподілялося таким чином: 19,5 % — особи молодші 18 років, 65,1 % — особи у віці 18—64 років, 15,4 % — особи у віці 65 років та старші. Медіана віку мешканця становила 44,4 року. На 100 осіб жіночої статі у селищі припадало 90,5 чоловіків;  на 100 жінок у віці від 18 років та старших — 91,4 чоловіків також старших 18 років.
Середній дохід на одне домашнє господарство  становив 52 662 долари США (медіана — 45 313), а середній дохід на одну сім'ю — 55 277 доларів (медіана — 50 625). Медіана доходів становила 48 750 доларів для чоловіків та 34 375 доларів для жінок. За межею бідності перебувало 26,3 % осіб, у тому числі 48,0 % дітей у віці до 18 років та 7,1 % осіб у віці 65 років та старших.
Цивільне працевлаштоване населення становило 144 особи. Основні галузі зайнятості: виробництво — 30,6 %, освіта, охорона здоров'я та соціальна допомога — 20,8 %, публічна адміністрація — 8,3 %, роздрібна торгівля — 7,6 %.